# Ferdinand Ries
Ferdinand Ries (Bonn, Rin del Nord-Westfàlia, 28 de novembre de 1784 - Frankfurt del Main, Land de Hessen, 13 de gener de 1838) va ser un compositor, pianista i director d'orquestra alemany.

## Biografia
Bonn – Arnsberg – Munic (fins a 1802)

Ferdinand Ries era el fill gran del violinista i director musical de l'Electorat de Colònia Franz Anton Ries i germà del violinista i compositor Hubert Ries. Va rebre les seves primeres lliçons de piano del seu pare, i les de violoncel de Bernhard Romberg, que també era membre de l'orquestra de la cort de Bonn. La dissolució de l'orquestra de la cort de l'Electorat de Colònia i la fugida de l'elector Maximilià Francesc de Bonn arran de la invasió de les tropes revolucionàries franceses van trencar totes les esperances d'un futur treball a la cort. A finals de 1798 va anar a Arnsberg per seguir formant-se amb un organista que era amic del seu pare; Un any més tard va marxar a Munic. Allà va lluitar per guanyar-se la vida com a copista musical.
Viena (1803 a 1805)

El 29 de desembre de 1802, el compositor de Munic Carl Cannabich va escriure una carta de recomanació per a Ries, que va dirigir a Andreas Streicher a Viena. Sembla que va ser creat per al seu proper trasllat a Viena. Allà, el març/abril de 1803, Ries esdevingué alumne de Ludwig van Beethoven, que també havia estudiat amb Franz Anton Ries durant els seus anys a Bonn. Juntament amb Carl Czerny, Ries va ser l'únic estudiant de piano a qui Beethoven va ensenyar durant aquests anys. També va rebre lliçons esporàdiques de composició de Johann Georg Albrechtsberger. Ries aviat es va convertir en una mena de secretari de Beethoven: va mantenir correspondència amb les editorials, va copiar partitures, va fer encàrrecs i va aconseguir a Beethoven el preciós apartament de la casa Pasqualati al Mölkerbastei, on el compositor va viure durant diversos anys. L'1 d'agost de 1804 va debutar com a pianista a l'Augarten de Viena amb el Concert per a piano núm. 3 en do menor, op 37 de Beethoven, per al qual se li va permetre escriure la seva pròpia cadenza. Va passar part dels estius de 1803 i 1804 amb Beethoven a Baden prop de Viena i a Döbling.
Tornada a Bonn – París (fins al 1808)

El seu aprenentatge a Viena va acabar sobtadament quan, el novembre de 1805, va ser convocat a Coblenza per a la conscripció militar en la seva qualitat de ciutadà de Bonn ocupada pels francesos. No obstant això, es va trobar inadequat i es va quedar amb la seva família a Bonn durant més d'un any. Aquí va escriure el seu primer concert per a piano en do major, que més tard es va publicar com a núm. 6 op. El 1806 també es va publicar la seva op 1, dues sonates per a piano amb una dedicatòria respectuosa a Beethoven, publicades per Nikolaus Simrock, un antic cornista que també vivia a Bonn i que era amic tant de la família Ries com de Beethoven i que es convertiria en l'editor principal de Ries durant els propers anys. A Bonn també es va incorporar a la lògia maçònica Les frères courageux. Com que Bonn i Renània tenien poques perspectives per a un aspirant a pianista i compositor, Ries es va dirigir a París a principis de 1807. Però tot i que ràpidament va ampliar el seu catàleg d'obres allà (sobretot per incloure música de cambra i piano, per exemple el popular septet op. 25), no va poder triomfar a la capital de l'Imperi francès i de vegades es va veure tan desanimat que va voler abandonar la seva carrera com a músic i buscar un lloc a la funció pública.
Viena II - Bonn Tercera (fins a 1810)

El 27 d'agost de 1808, Ries va tornar a Viena, on va tornar a contactar amb Beethoven. No obstant això, hi va haver un distanciament temporal perquè Beethoven va creure erròniament que Ries estava frustrant el seu nomenament a la cort del rei Jérôme Bonaparte per interessos egoistes. Tanmateix, la disputa es va resoldre aviat. El juliol de 1809, Ries va fugir de Viena per segona vegada; Aquesta vegada va ser amenaçat amb la proscripció a l'exèrcit austríac, que estava mobilitzant totes les seves forces contra l'amenaça a Viena que suposava Napoleó. Va tornar a buscar refugi a la Bonn del seu pare i va trobar temps durant l'any i mig següent per compondre tota una sèrie d'obres importants: la seva primera simfonia, el seu segon concert per a piano en do menor (publicat posteriorment com a núm. 4 op. 115) i el seu concert per a violí en mi menor op. 24 (inèdit en vida).
A Rússia (fins a 1813)

Una vegada més, la situació a Bonn potser li ha ofert poques perspectives de futur; El gener de 1811 va iniciar una extensa gira de concerts amb Rússia com a destinació final, que el va portar per Kassel (on va escriure el seu Concert per a dues trompes WoO 19 i la Sonata per a trompa Op. 34 per als germans Johann Gottfried i Johann Michael Schuncke), Hamburg, Copenhaguen, Estocolm i Sant Petersburg. Allà va conèixer el seu antic mestre Bernhard Romberg, amb qui va fer concerts a Rússia occidental. Va compondre els seus dos concerts per a piano per a concerts, que es van publicar com a Concertos núm. 2 en mi bemoll major, op. 42, i núm. 3 en do sostingut menor, op. Però l'any 1812, l'exèrcit francès, o més aviat napoleònic, va donar a la seva vida un gir inesperat per quarta vegada, però aquesta vegada va ser al seu avantatge: quan la Grande Armée de Napoleó va avançar gradualment cap a Moscou a l'estiu, Ries va fugir a Londres via Estocolm, on va ser acceptat a la Reial Acadèmia de Música de Sueca.
Londres (fins a 1824)

L'abril de 1813, Ries va arribar a Londres, i una vegada més un vell conegut del seu pare i antic membre de l'orquestra de la cort de l'Electorat de Colònia va poder ser-li útil: Johann Peter Salomon havia estat el professor de violí del seu pare i vivia a la capital britànica des de 1781. Va portar Joseph Haydn a Londres dues vegades a la dècada de 1790 i va ser un dels fundadors de la London Philharmonic Society el 1813. Després va introduir Ries als cercles musicals de Londres. A Londres, Ries es va establir com un respectat professor de piano als cercles rics de la ciutat. El 1814 es va casar amb Harriet, de soltera Mangeon, d'una família adinerada. El 1815 Ries es va convertir en membre de la Societat Filharmònica i el mateix any va ser escollit un dels seus directors. També es va mantenir en contacte amb Beethoven a Londres. Va servir com a intermediari del seu antic professor amb les editorials de Londres i la Philharmonic Society, en nom de la qual va encarregar la Simfonia núm. 9 de Beethoven el 1817 i el va convidar a Londres. A proposta de Ries, Louis Spohr va visitar Londres el 1820 i, inspirat per la qualitat de l'orquestra de la Philharmonic Society, va escriure la seva Simfonia núm. 2 en re menor, Op 49. La producció compositiva de Ries durant aquest període es divideix en dues parts. D'una banda, va compondre bona part de les seves obres orquestrals durant la seva estada a Londres: sis de les seves vuit simfonies (a més de dues de les seves cinc obertures de concert) van ser escrites per a concerts de la Philharmonic Society. D'altra banda, ara escriu cada cop més peces per a piano més lleugeres: variacions, fantasies, rondos, divertimentos, etc., sobretot sobre àries d'òpera conegudes o melodies populars de cançons populars; la producció de música de cambra (quartets de corda, sonates per a violí) així com la música de piano més exigent (sonates) gairebé es va parar. A partir de 1820 hi hagué disputes amb els seus companys directors de la Societat Filharmònica; Ries opinava que les seves obres no es tenien en compte adequadament en la programació dels concerts. El 1821 va renunciar al seu càrrec de director i va començar a plantejar-se la idea de tornar a l'Europa continental. El 3 de maig de 1824 va donar el seu concert de comiat a Londres, per al qual havia escrit especialment un concert per a piano (la menor op. 132), el seu setè concert instrumental aleshores.
Tornada a Renània (fins a 1827)

El juliol de 1824, Ries va tornar a Renània amb la seva família de quatre persones i es va establir a Godesberg. La seva reputació com a compositor instrumental i director d'orquestra també s'havia consolidat a l'Europa central de parla alemanya; Les seves simfonies núms. 4 a 6, compostes per a Londres, van ser publicades entre 1823 i 1827 per les reconegudes editorials de Leipzig "Breitkopf & Härtel i C. F. Peters". El 1825 se li va oferir per primera vegada l'oportunitat de dirigir el Festival de Música del Baix Rin, una oportunitat que va aprofitar per a la primera interpretació de la 9a Simfonia de Beethoven a Alemanya (prussiana). Fins al 1837 inclòs, va dirigir el festival anual un total de vuit vegades; Va compondre els seus dos oratoris per als festivals de 1829 i 1837. Compositivament, ara es va dirigir a gèneres que feia temps que havien estat descuidats: a Godesberg el 1825/26 va escriure cinc quartets de corda (op. 150, núm. 1-2; op. 166, núm. 1; WoO 34 i 336). En comparació, durant tot el seu temps a Londres (1813–24) només va escriure tres obres d'aquest gènere. Però, a la llarga, el tranquil Godesberg li va oferir massa poques oportunitats per esdevenir actiu com a músic.
Residència a Frankfurt i viatges per Europa (fins al 1838)

A principis d'abril de 1827, la família Ries es va traslladar a Frankfurt del Main. L'existència d'un teatre d'òpera de renom també l'hagués atret allà, ja que des del 1826 albergava plans d'òperes, que va dur a terme el 1827/28: el 15 d'octubre de 1828 s'estrena a Frankfurt amb gran èxit la seva primera òpera, Die Räuberbraut; Va romandre en el repertori de diversos teatres fins a la dècada de 1830 i també es va representar a Londres (sota el títol The Robber’s Bride). Aprofità una invitació per dirigir el Festival de Música de Dublín el 1831 per passar diversos mesos a Londres, on ràpidament va compondre la seva segona òpera, The Sorceress (publicada a Alemanya amb el títol Liska oder die Hexe von Gyllensteen); Es va estrenar el 4 d'agost de 1831 al "Royal Adelphi Theatre" de Londres. La seva tercera òpera, Die Nacht auf dem Libanon WoO 51, composta el 1834 i re-elaborada diverses vegades en els anys següents, va romandre sense representar. El 1832/33 la parella Ries va emprendre un viatge per Itàlia de diversos mesos que els va portar a Venècia, Milà, Roma i Nàpols. Durant el viatge, Ries va compondre el seu darrer concert per a piano (sol menor, op. 177), la seva darrera sonata per a piano (la bemoll major, op. 176) i el seu darrer quartet de corda (fa menor, WoO 48, inèdit durant la seva vida). L'estiu de 1834, Ries va ser considerat breument per al càrrec de director de l'Orquestra del Teatre d'Aquisgrà; però va rebutjar l'oferta. L'hivern de 1836/37 Ries es va quedar a París; Allà va compondre la seva darrera obra orquestral (l'obertura dramàtica L'Apparition WoO 61) i de tant en tant va fer viatges a Londres, on va aconseguir estrenar la seva nova obertura en un concert de la Philharmonic Society (el 13 de març). Després de tornar a Frankfurt l'agost de 1837, va acceptar l'oferta de succeir a Johann Nepomuk Schelble com a cap de la "Frankfurt Cecilia Society", tasca que gairebé no va poder complir ja que va morir inesperadament el 13 de gener de 1838. Fins poc abans de la seva mort, va treballar juntament amb el seu vell conegut de Bonn F. G. Wegeler en notes biogràfiques sobre el seu antic mestre i amic Ludwig van Beethoven, que es van publicar pòstumament i aviat van ser considerades per la posteritat com el seu llegat essencial, més que les seves composicions.
Ferdinand Ries està enterrat a la cripta de la família Klotz (núm. 45) al cementiri principal de Frankfurt.

## Obra
Ferdinand Ries va deixar enrere una obra d'aproximadament 300 obres. A part de la música eclesiàstica en el sentit més estret, que només considerava escassament (un Rèquiem en do menor, començat el 1815, va romandre inacabat i un petit Tantum ergo pòstum no es va publicar fins al 1867), Ries va compondre en tots els gèneres musicals habituals a l'època. Per conèixer tota l'obra de Ferdinand Ries aneu al seu arxiu de la Viquipèdia alemanya.

## Recepció pòstuma
L'obra de Ries va ser oblidada després de la seva mort. En els darrers temps, però, la seva obra musical ha rebut una atenció creixent, i des de 1997 s'han editat diversos CD amb les seves obres. Des dels anys vuitanta també s'està duent a terme un procés de revaluació en musicologia, que està documentat per les publicacions font de Cecil Hill (1977, 1982, Document Collection 1982) així com per les obres monogràfiques de gènere de Darbellay (1980), Lamkin (1981) i Schewe (1992).
Per a la historiografia musical, Ries també té la importància de ser un testimoni contemporani de Beethoven, tal com va assenyalar Mendel/Reissmann ja el 1877:{{Cita|"“El món musical deu els seus quatre anys de contacte íntim amb Beethoven per la informació inestimable que va proporcionar sobre la personalitat del gran artista en col·laboració amb el Dr. F. G. Wegeler va publicar sota el títol "Notes biogràfiques sobre Ludwig van Beethoven" a Coblença amb Bädecker [1838], i que fins avui segueixen sent la font més important per a l'estudi de Beethoven com a artista i com a persona.
El 1906, la Riesgasse de Vienna-Landstraße (3r districte) va rebre el seu nom.

## Documents
- Les cartes de F. Ries formen part de la col·lecció de l'editor musical de Leipzig C.F.Peters a l'Arxiu Estatal de Leipzig.